# Zina Garrison
Zina Lynna Garrison (Houston, Texas, 1963. november 16. –) amerikai teniszezőnő. 1982-ben kezdte profi pályafutását, három Grand Slam-tornán diadalmaskodott vegyes párosban, tizenegy egyéni és tizenkilenc páros WTA-torna győztese. Az 1988-as olimpián aranyérmet szerzett párosban Pam Shriverrel.

## Grand Slam-győzelmek

### Vegyes páros
- Australian Open: 1987
- Wimbledon: 1988, 1990